# Festival de Cannes 1968
La vingt-et-unième édition du Festival de Cannes s'ouvre le 10 mai 1968 et se clôt de manière anticipée le 19 mai (elle devait se terminer le 24 mai).
Cette édition est particulière car, outre qu’elle est encore marquée par la mobilisation autour de l'affaire Langlois qui s'est terminée un mois plus tôt, les personnalités du cinéma français sont sensibles aux événements de Mai 68 qui se déroulent à Paris. En conséquence plusieurs réalisateurs demandent l'interruption du festival. Cette interruption étant refusée par le délégué général Robert Favre Le Bret, la projection du film Peppermint frappé de Carlos Saura le 18 mai est perturbée par les contestataires, parmi lesquels François Truffaut, Claude Berri et Jean-Luc Godard, Saura allant jusqu'à s'accrocher aux rideaux de la salle pour empêcher la projection de son propre film. 
Plusieurs membres du jury démissionnent tandis que des réalisateurs demandent le retrait de la compétition pour leurs films. Le conseil d'administration du festival décide finalement de clore cette édition le dimanche 19 mai à 12 heures, le festival ne remettant aucun prix cette année-là,.

## Déroulement et faits marquants

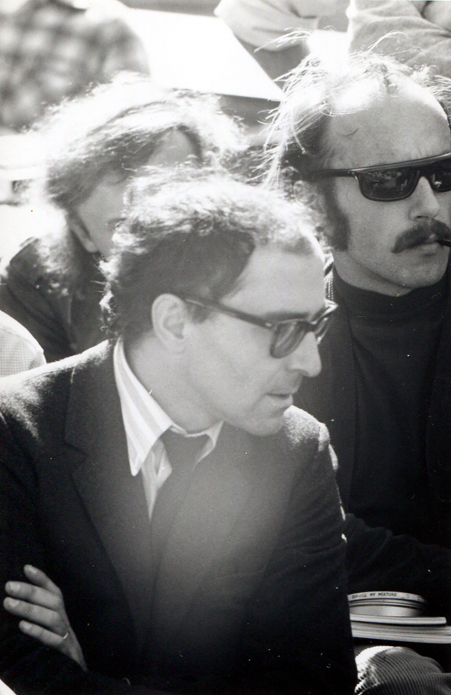
Jean-Luc Godard en 1968.

Le festival débute le 10 mai 1968 avec la projection du film de 1939 Autant en emporte le vent réalisé par Victor Fleming alors que les événements de Mai 68 battent leur plein à Paris. La période est d'autant plus sensible, pour le cinéma français, qu'il sort de l'affaire Langlois : en février 1968, André Malraux, le ministre de la Culture, a tenté d'écarter de la gestion de la Cinémathèque française son fondateur Henri Langlois. Même s'il est revenu sur cette décision en avril, l'affaire a marqué la profession.
Le pays comptant le plus de films en sélection officielle est la Grande-Bretagne avec cinq films, suivie de l'Italie dont le cinéma connait son « âge d'or », avec quatre œuvres. On compte trois films français ainsi que trois productions tchécoslovaques dont Au feu, les pompiers ! de Miloš Forman. Quatre autres pays de l'Est sont représentés : la Hongrie avec deux films, et la Yougoslavie, la Pologne et l'URSS avec chacune un film. Il y a encore dans cette compétition deux films américains ainsi qu'un japonais, un israélien, un danois, un allemand et un espagnol, le film de Carlos Saura Peppermint frappé.
Les événements de Mai 68 créent peu à peu un clivage entre les producteurs qui souhaitent projeter et vendre les films et les réalisateurs qui sont plus partagés. L'Association française de la Critique demande aux participants au festival de rejoindre la manifestation de soutien aux étudiants grévistes prévue pour le 13 mai 1968. À Paris, le 17 mai, les États généraux du cinéma, une assemblée générale de professionnels du cinéma, demande l'arrêt du Festival de Cannes. Ce jour-là, Claude Lelouch rejoint Cannes dans sa Porsche, bénéficiant « de la bienveillance des pompistes » dans une France où il est devenu difficile de trouver de l'essence. Il montre le jour même à Robert Favre Le Bret, le délégué général du festival, son film Treize jours en France sur les Jeux olympiques d'hiver de 1968. Se rangeant du côté de ceux qui veulent l'arrêt du festival, il est désigné pour parler à Favre Le Bret puisque c'est son film qu'il est en train de voir. Alors que le délégué général le félicite chaleureusement pour son film, Lelouch l'informe de la décision prise par lui et d'autres cinéastes. Robert Favre Le Bret refuse l'idée de clore le festival et traite Lelouch de « traître ».

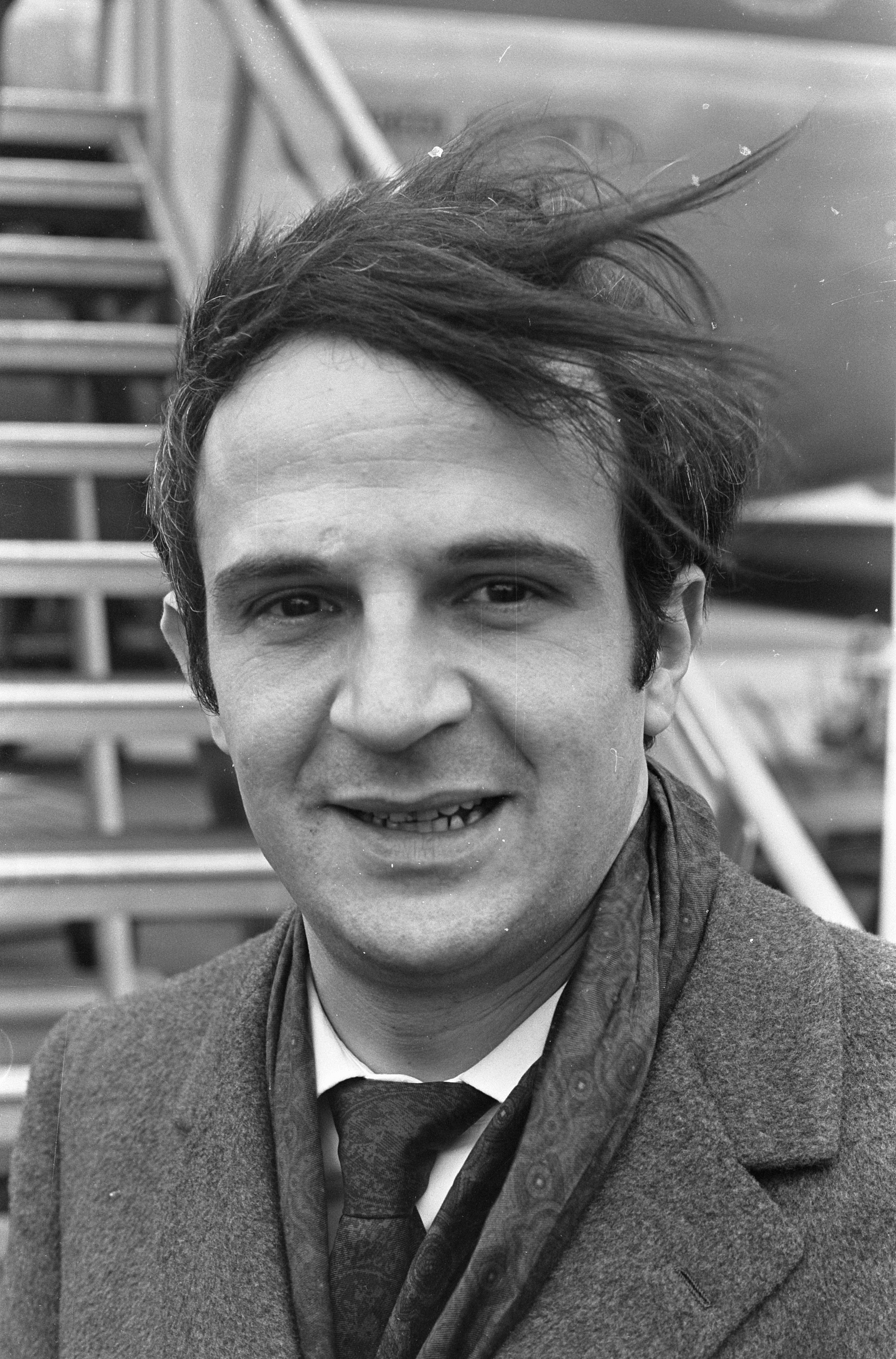
François Truffaut en 1967.

Le 18 mai, une réunion-débat est organisée, à Cannes, sur l'affaire Langlois, en présence notamment des réalisateurs Jean-Gabriel Albicocco, Claude Berri et l'acteur Jean-Pierre Léaud. Les discussions sont vives et François Truffaut, arrivé de Paris la veille, explique qu'alors que les trains sont bloqués et les usines en grève, il serait « franchement ridicule » de continuer le festival. Jean-Luc Godard estime que par cette interruption, le cinéma marquera sa solidarité avec les mouvements étudiants. Le réalisateur, s’adressant à ceux qui refusent de se mobiliser, fulmine : « Je vous parle solidarité avec les étudiants et les ouvriers et vous me parlez travelling et gros plan ! Vous êtes des cons ! »
Le même jour doit se tenir la projection de Peppermint frappé mais des contestataires, parmi lesquels François Truffaut ainsi que Claude Berri et Jean-Luc Godard montent sur scène. Carlos Saura s'accroche aux rideaux pour empêcher la projection de son propre film, aidé par sa compagne Geraldine Chaplin et par Jean-Luc Godard. Le film est néanmoins projeté lumière allumées et il s'ensuit un débat agité, tournant à la bagarre, sur l'opportunité de clore ou non le festival. Carlos Saura, tout comme Miloš Forman et Alain Resnais, venu présenter Je t'aime, je t'aime, décident de retirer leurs films de la compétition. Les membres du jury Monica Vitti, Roman Polanski et Louis Malle démissionnent du jury en soutien à la contestation. Le lendemain, Robert Favre Le Bret annonce dans un communiqué que le conseil d'administration du festival a décidé « à l'unanimité » de clore le festival de Cannes 1968 le dimanche 19 mai à 12 h, cinq jours avant son terme normal. Seuls huit des 27 longs métrages en compétition auront été projetés.

## Jury de la compétition

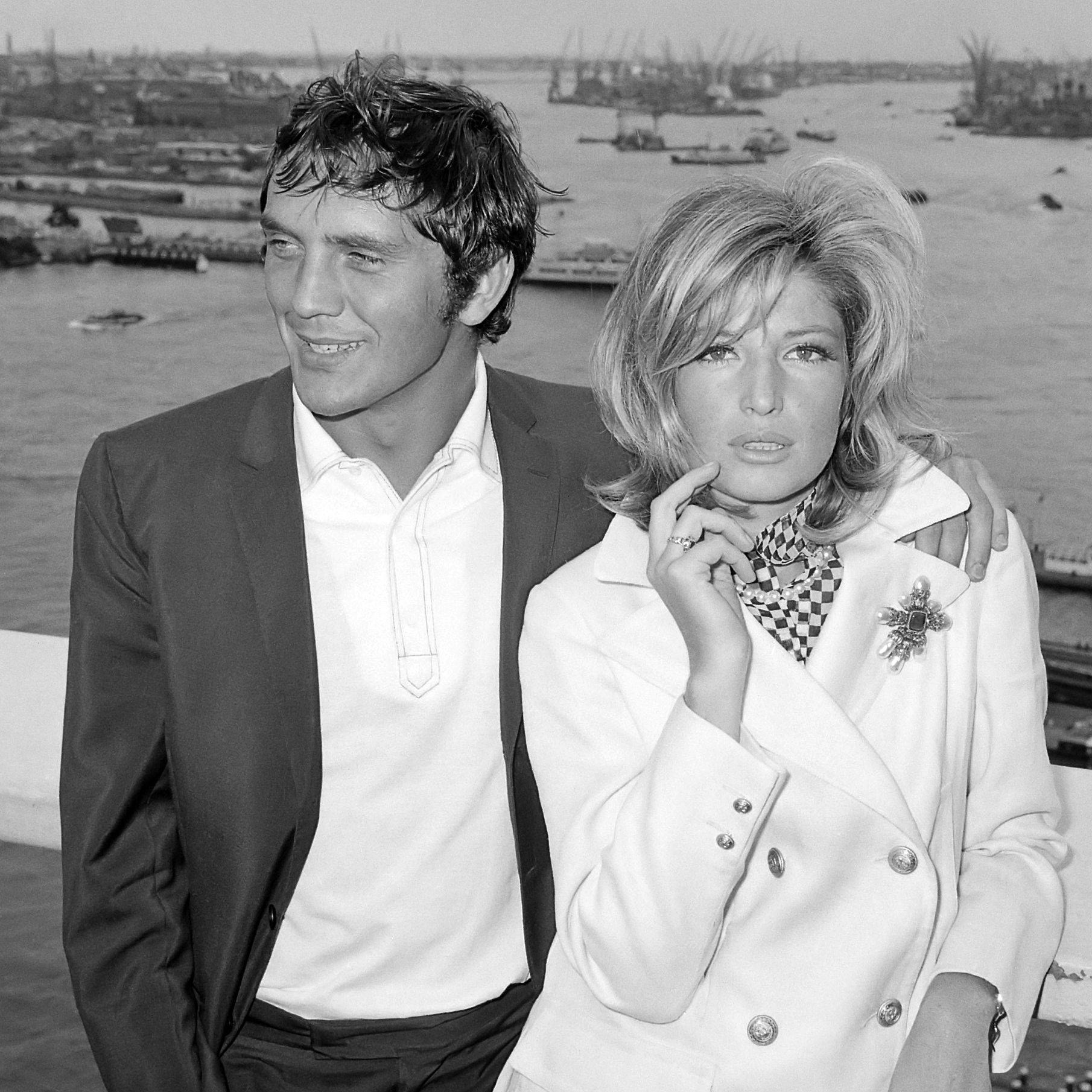
Monica Vitti (ici en 1965 avec Terence Stamp) sera parmi les membres du jury qui démissionneront par solidarité avec les contestataires.

- André Chamson, président (France)[7]
- Monica Vitti (Italie)
- Claude Aveline (France)
- Boris von Borresholm (Allemagne)
- Veljko Bulajić (Yougoslavie)
- Paul Cadeac d'Arbaud (France)
- Jean Lescure (France)
- Louis Malle (France)
- Jan Nordlander (Suède)
- Roman Polanski (Pologne)
- Robert Rojdestvenski (URSS)
- Terence Young (Grande-Bretagne)
- Orson Welles (États-Unis)

## Sélections

### Sélection officielle

#### Compétition
La sélection officielle en compétition se compose de 28 films :
- Assis à sa droite (Seduto alla sua destra) de Valerio Zurlini
- Vingt-quatre Heures de la vie d'une femme de Dominique Delouche
- Anna Karénine (Anna Karenina) d'Alexandre Zarkhi
- Bandits à Milan (Banditi a Milano) de Carlo Lizzani
- Charlie Bubbles d'Albert Finney
- Rouges et Blancs (Csillagosok, katonák) de Miklós Jancsó
- Le Château (Das Schloß) de Rudolf Noelte
- Docteur Glas (Doktor Glas) de Mai Zetterling
- La Pierre lancée (Feldobott kő) de Sándor Sára
- Ah ! ça ira (Fényes szelek) de Miklós Jancsó
- Merci ma tante (Grazie, zia) de Salvatore Samperi
- Trois petits tours et puis s'en vont (Here We Go Round the Mulberry Bush) de Clive Donner
- Au feu, les pompiers ! (Hoří, má panenko) de Miloš Forman
- Les Protagonistes de Marcello Fondato (I protagonisti)
- Je t'aime, je t'aime d'Alain Resnais
- Joanna de Michael Sarne
- Les Gauloises bleues de Michel Cournot
- Chasse à courre (Mali vojnici) de Bahrudin Cengic
- La Fête et les Invités (O slavnosti a hostech) de Jan Němec
- Peppermint frappé de Carlos Saura
- Petulia de Richard Lester
- Un été capricieux (Rozmarné léto) de Jiří Menzel
- Les Sept Filles de Tuvia (Tuvia Vesheva Benotav) de Menahem Golan
- La Motocyclette (The Girl on a Motorcycle) de Jack Cardiff
- Un jour parmi tant d'autres (The Long Day's Dying) de Peter Collinson
- Trilogy de Frank Perry
- Kuroneko (Yabu no Naka no Kuroneko) de Kaneto Shindō
- Les Jours de Mathieu (Żywot Mateusza) de Witold Leszczyński

#### Hors compétition
2 films sont inscrits hors compétition :
- Autant en emporte le vent (Gone with the Wind) de Victor Fleming (1939)
- Histoires extraordinaires de Roger Vadim, Louis Malle et Federico Fellini

### Semaine de la critique
- Angèle (Quatre d’entre elles) d'Yves Yersin (Suisse)
- La Chute des feuilles d'Otar Iosseliani (URSS)
- Concerto pour un exil de Désiré Ecaré (France/Côte d'Ivoire)
- Les Enfants de Néant de Michel Brault (France)
- Marie pour mémoire de Philippe Garrel (France)
- Où finit la vie ? (Meddig él az ember?) de Judit Elek (Hongrie)
- The Queen de Frank Simon (Etats-Unis)
- Rocky Road to Dublin de Peter Lennon (Irlande)
- Sur des ailes en papier de Matjaz Klopcic (Yougoslavie)
- En marge (The Edge) de Robert Kramer (Etats-Unis)

Non présentés en raison de l'interruption du Festival :
- Chronique d'Anna Magdalena Bach de Jean-Marie Straub et Danièle Huillet (RFA)
- Revolution (en) de Jack O’Connell (Etats-Unis)

## Palmarès
En raison de l'interruption du festival, aucun prix n'est remis cette année-là.

## Hommage
Durant le Festival de Cannes 2008, la section Cannes Classics présenta cinq films qui ne furent pas projetés en 1968 : Peppermint frappé de Carlos Saura, Anna Karénine d'Alexandre Zarkhi, Vingt-quatre heures de la vie d'une femme de Dominique Delouche, Un jour parmi tant d'autres de Peter Collinson, et Treize Jours en France de Claude Lelouch et François Reichenbach qui ne faisait pas partie de la sélection officielle.